# Vetenskapsåret 1956

## Händelser

### Teknik
- 8 juni - General Electric/Telechron introducerar modell 7H241 "The Snooz Alarm", den första snooze-väckarklockan någonsin.[1]
- 26 maj - Officiell invigning Gotlandslänken,[2] Västervik-Ygne, 96 km, världens första kommersiella Högspänd likström (HVDC) kabel. Första drifttest 1954.
- 13 september - IBM introducerar 305 RAMAC-datorn. [3]

## Pristagare
- Copleymedaljen: Patrick Maynard Stuart Blackett
- Darwinmedaljen: Julian Sorell Huxley
- De Morgan-medaljen: William Vallance Douglas Hodge
- Nobelpriset: [4]
  - Fysik: William B. Shockley, John Bardeen och Walter H. Brattain
  - Kemi: Cyril Hinshelwood och Nikolaj Semjonov
  - Fysiologi/medicin: André F. Cournand, Werner Forssmann och Dickinson W. Richards
- Penrosemedaljen: Arthur Holmes
- Wollastonmedaljen: Arthur Holmes [5]

## Födda
- 26 april, David M. Brown, amerikansk rymdfarare
- 19 oktober, Carlo Urbani, läkare, upptäckte SARS

## Avlidna
- 17 mars, Irène Joliot-Curie, fransk kemist och fysiker
- 22 september, Frederick Soddy, brittisk fysik kemist

### Fotnoter
1. ↑  Telechron.net
2. ↑   Vattenfalls del i Gotlands elutveckling, Vattenfall s 5 /web.archive.org (läst 16 juni 2025)
3. ↑  CED in the History of Media Technology (läst 11 april 2011)
4. ↑  ”Nobelpriset”. http://nobelprize.org/nobel_prizes/lists/all/index.html. Läst 10 april 2011.
5. ↑  ”Geological Society”. Arkiverad från originalet den 5 juni 2011. https://web.archive.org/web/20110605102217/http://www.geolsoc.org.uk/gsl/society/history/page750.html. Läst 14 april 2011.